# Phyllanthus paraqueensis
Phyllanthus paraqueensis är en emblikaväxtart som beskrevs av Eugene Jablonszky. Phyllanthus paraqueensis ingår i släktet Phyllanthus och familjen emblikaväxter. Inga underarter finns listade i Catalogue of Life.